# 火刑
火刑，是死刑的一種，意即將犯人綁在柱上用火活活燒死。歷史上，火刑在全球各種文化中均是常用的死刑之一，是為極其殘酷的刑罚。例如：古中國的炮烙；還有西方的中世紀到近代早期，異端裁判所用此方式處決死刑犯。自十九世紀起全球所有國家已因人道理由廢除火刑，即使仍保留或執行死刑的國家亦無再使用。現代仍有發生的火刑均全屬非法私刑，例如恐怖組織伊斯蘭國曾以此法殺害人質。

## 著名人物

### 施刑
- 日内瓦共和国（1553年10月27日處決塞爾維特）
- 西班牙宗教裁判所

### 受刑
- 司马乂（304年3月19日）
- 悉加列利（1300年7月18日）
- 雅克·德·莫萊 （1314年3月19日）
- 彼得羅妮拉·德·米斯（1324年11月3日）
- 扬·胡斯（1415年7月6日）
- 聖女貞德（1431年5月30日）
- 萨佛纳罗拉（1498年5月23日）
- 乔治·布劳罗克（1529年9月6日）
- 塞爾維特（1553年10月27日）
- 托马斯·克兰麦（1556年3月21日）
- 織田信長 （1582年6月21日）
- 焦爾達諾·布鲁诺（1600年2月17日）
- 凯瑟琳·蒙瓦森（1680年2月22日）
- 傑西·華盛頓（1916年5月15日）
- 王添灯（1947年3月）
- 卡萨斯贝（2015年1月3日）